# Belfast Giants
Belfast Giants är ett ishockeylag från Belfast, Nordirland. Klubben grundades år 2000, och deltog i dåvarande Superleague. Klubben blev brittiska mästare 2003 och 2010. Från säsongstarten 2003 är klubben ett av tio lag som spelar i Storbritanniens nuvarande högsta serie Elite Ice Hockey League. 
Belfast Giants spelar i Odyssey Arena med en publikkapacitet på 7100 åskådare. Den mest kände spelare som representerat laget är NHL-veteranen Theo Fleury som spelade med klubben säsongen 2005/2006 innan han slutade som spelare. Under sin tid i laget utsågs Fleury till ligans bästa spelare men hann även med flera incidenter i form av bråk med domare och slagsmål med motståndarsupportrar.
Lagets hemmamatcher ses som en viktig del av att skapa enighetskänsla i en stad vars idrottsliv tidigare dominerats av diverse fotbolls- och rugbyklubbar med religionstillhörighet präglad av Nordirlandkonflikten.

### Fotnoter
1. ↑  Henrik Manninen (17 januari 2011). ”Hockeyn bygger broar mellan katoliker och protestanter”. Fria tidningen. http://www.fria.nu/artikel/86632. Läst 29 augusti 2011.